# В гостях у Маркуса Ланца
«В гостях у Маркуса Ланца» (нем. Markus Lanz) — ток-шоу, выходящий на втором немецком вещательном телеканале ZDF, носящее имя его ведущего Маркуса Ланца. 75-минутная программа выходит в эфир поздно вечером со вторника по четверг. Программа обычно записывается за несколько часов до выхода в эфир в телестудии в городе Гамбурге-Альтоне, районе Бахренфельд, иногда проводятся прямые включения, например, во время освещения президентских выборов 2020 года в США. После начала пандемии коронавирусной инфекции в марте 2020 года выпуски телевизионной программы выходили в эфир без студийной аудитории. В конце марта 2022 года было принято решение о продолжении выпуска программы без зрителей.

## Концепция телепрограммы
У каждой программы нет общей темы. В каждой выпуске телевизионной программы принимают участие несколько гостей, с которыми Маркус Ланц обычно беседует индивидуально. В начале каждого выпуска телепрограммы он представляет гостей, сидящих по кругу, несколькими вступительными замечаниями по соответствующей теме. Ведущий телевизионной передачи сам пишет тексты для представления гостей. Затем он беседует с ними по очереди. Темы включают в себя текущие политические и социальные события, новости из индустрии развлечений (например, выход нового фильма или книги), спортивные события или индивидуальную историю жизни интервьюируемого. Если позволяет ситуация, другие гости принимают участие в беседе тет-а-тет или обсуждают её. Для обсуждения некоторых актуальных тем приглашаются несколько гостей (например, политик и журналист).

## История телепрограммы
С 2010-х годов телевизионная программа сместила акцент с развлечений на политические дебаты. На начальном этапе существования телевизионной передачи часто появлялись музыкальные или спортивные гости, а также приглашались авторы литературных произведений. Музыкальным гостям аккомпанировал ведущий телепрограммы Маркус Ланц на фортепиано. Во время пандемии коронавирусной инфекции многие выпуски телевизионной программы были посвящены исключительно пандемии. От студийных аудиторий отказались, а интервалы между гостями увеличились. Часто добавлялись гости. В частности, регулярно приглашались гости из сферы политики и вирусологии. В 2020 году политик от партии СДПГ и нынешний федеральный министр здравоохранения Германии Карл Лаутербах принял участие в 17 программах. В 2021 году Маркус Ланц заявил, что и после пандемии коронавирусной инфекции будет вести выпуски телевизионной передачи без студийной аудитории, поскольку её отсутствие сделало программу «более напряженной». В отличие от других форматов, которые позволили студийным зрителям вернуться, Маркус Ланц остался без студийной аудитории. 1730-й выпуск телевизионной программы в октябре 2022 года стал первым, который Маркус Ланц был вынужден отменить по причине болезни.

## Гости телепрограммы
Большинство знаменитых гостей — представители из мира политики, развлечений и спорта. Для обсуждения актуальных вопросов приглашаются эксперты — журналисты, ученые и врачи, которые объясняют и анализируют факты в доступной форме. В начале существования телевизионной программы знаменитости, которые давно не появлялись на публике, иногда приглашались без особого повода, чтобы вспомнить о своих успешных временах. Если выпуск телевизионной передачи выходит после футбольной трансляции, обычно приглашаются гости из этой области. Незнаменитости появляются в выпуске телевизионной программы, если у них необычная история жизни (например, пережившие Холокост), если у них был особый опыт, например, приключенческое путешествие, или если они что-то изобрели или разработали.

## Трансляция телепрограммы
Во время летних перерывов в 2008 и 2009 годах Маркус Ланц заменял Йоханнеса Б. Кернера в его телевизионной программе. После ухода Йоханесса Б. Кернера с телеканала ZDF в октябре 2009 года телевизионная программа регулярно выходила в эфир по средам и четвергам. С 2010 года она выходит в эфир со вторника по четверг. Каждый эпизод телевизионной передачи, обычно записанный во второй половине дня, показывается поздно вечером того же дня. Начало выпуска телевизионной программы варьируется между 22:45 вечера по местному времени и полуночью, в зависимости от расписания предыдущего вечера. Маркус Ланц критиковал планирование выпусков телевизионных программ, выходящих на телеканале ZDF, за колебания в начале вещания в 2021 году.

## Производство телепрограммы
Первоначально программа выпускалась гамбургской телекомпанией Fernsehmacher, в которой Йоханнес Б. Кернер и Маркус Хайдеманнс владели половиной акций. С января 2011 года телевизионная программа выпускается компанией Mhoch2 TV, в которой Маркус Ланц и Маркус Хайдеманнс владеют по 50 % акций. Стефан Киттельманн возглавлял политический отдел телевизионной передачи до 2021 года. Расходы на выпуски телепрограммы, которая финансируется исключительно за счет платы за вещание, не публикуются. Крупнейшая ежедневная газета Германии «Зюддойче цайтунг» (нем. Süddeutsche Zeitung, сокр. SZ) упоминает о годовой зарплате в 250 000 евро за ведение телевизионной программы Маркуса Ланца. Как и его предшественник Йоханнес Б. Кернер, Маркус Ланц до 2012 года вел кулинарную программу «Маркус Ланц готовит» (нем. Lanz kocht!) по пятницам в том же тематическом блоке в рамках телевизионной передачи.

## Зрительские рейтинги
После начала первого сезона телевизионной программы с долей рынка около 11 % рейтинги шоу выросли, и программа стала выше среднего показателя телеканала ZDF. Особый зрительский интерес был отмечен после трансляций Лиги чемпионов УЕФА (англ. UEFA).
| Год выпуска | Эпизоды телепрограммы | Среднестатистические зрительские рейтинги | Целевая аудитория (зрители в возрасте от 14 до 19 лет) | Рыночная доля (общая целевая аудитория) | Рыночная доля (зрители в возрасте от 14 до 19 лет) |
| ----------- | --------------------- | ----------------------------------------- | ------------------------------------------------------ | --------------------------------------- | -------------------------------------------------- |
| 2008 год    | 029                   | 1,32 млн                                  | 0,31 млн                                               | 11,2 %                                  | 5,4 %                                              |
| 2009 год    | 053                   | 1,26 млн                                  | 0,33 млн                                               | 12,1 %                                  | 6,3 %                                              |
| 2010 год    | 096                   | 1,29 млн                                  | 0,27 млн                                               | 10,9 %                                  | 5,1 %                                              |
| 2011 год    | 116                   | 1,46 млн                                  | 0,33 млн                                               | 12,2 %                                  | 5,9 %                                              |
| 2012 год    | 135                   | 1,49 млн                                  | 0,35 млн                                               | 13,1 %                                  | 6,8 %                                              |
| 2013 год    | 124                   | 1,60 млн                                  | 0,34 млн                                               | 14,3 %                                  | 6,9 %                                              |
| 2014 год    | 129                   | 1,42 млн                                  |                                                        | 12,9 %                                  |                                                    |
| 2015 год    | 126                   | 1,40 млн                                  |                                                        | 12,4 %                                  |                                                    |
| 2016 год    | 131                   | 1,55 млн                                  |                                                        | 13,2 %                                  |                                                    |
| 2017 год    | 129                   | 1,58 млн                                  |                                                        | 13,5 %                                  |                                                    |
| 2018 год    | 128                   | 1,61 млн                                  |                                                        | 13,2 %                                  |                                                    |
| 2019 год    | 136                   | 1,45 млн                                  |                                                        | 12,3 %                                  |                                                    |
| 2020 год    | 137                   | 1,77 млн                                  |                                                        | 14,8 %                                  |                                                    |
| 2021 год    | 141                   | 1,95 млн                                  |                                                        | 16,3 %                                  |                                                    |
| 2022 год    | 138                   | 1,75 млн                                  |                                                        | 15,0 %                                  |                                                    |

Примечания
1. 1 2 3 4 5 6 7 8 9 10 11 12  Der Wert bezieht sich auf den Durchschnitt der im genannten Jahr beendeten Staffel. Sendungen des Vorjahres sind berücksichtigt, sofern sie zur selben Staffel gehören.

## Критика и рецензии
Комедийный формат Switch Reloaded [swɪʧ ˈriːləʊdɪd] (в переводе с английского языка означает: «переключатель перезагружен») (2007—2012 годы) пародировал программу. В нём Маркуса Ланца изображал Макс Гирманн. В 2013 году межрегиональная газета Германии «Франкфуртер альгемайне цайтунг» (нем. Frankfurter Allgemeine Zeitung, FAZ — «Франкфуртская всеобщая газета») написало о 500-й передаче, что Маркус Ланц — это человек, «который всегда садится на край стула, чтобы быть ближе к своим гостям, всегда на грани того, чтобы слегка коснуться их жестом, чтобы из них что-то вырвалось, и только позже они осознают, насколько это неловко».
В январе 2014 года в адрес телеканала ZDF была направлена онлайн-петиция с требованием уволить Маркуса Ланца, которая за несколько дней набрала более 230 000 подписей. Петиция была составлена в ответ на беседу с немецким политиком Сарой Вагенкнехт, во время которой ведущий неоднократно перебивал её и задавал наводящие вопросы. Впоследствии Маркус Ланц выразил сожаление по поводу своего поведения, которое он назвал «грубым и даже недопустимым». Маркуса Ланца критиковали за то, что он слишком много говорил сам, а не просто вел дискуссию, и часто перебивал своих гостей во время их выступлений. Барбара Зихтерманн, напротив, похвалила его в статье газеты «Тагесшпигель» (нем. Tagesspiegel) (в переводе с немецкого языка означает: «зеркало дня») и подчеркнула три момента: концепцию в её нынешнем виде, технику вопросов Маркуса Ланца и его «способность быть разведчиком в джунглях и дирижёром симфонии».
Ещё один инцидент, вызвавший критику, был связан со смертью Тани Графф. Мать студентки была гостьей Маркуса Ланца. Перед записью ведущий телевизионной программы сказал ей, что задаст вопрос о письме, которое госпожа Графф написала министру-президенту немецкой федеральной земли земли Германии Рейнланд-Пфальц Малу Драйеру. Однако после звонка из государственной канцелярии эта тема не была затронута. Критики заподозрили связь с ролью Драйера в качестве председателя Комиссии по телерадиовещанию федеральных земель Германии.
Журналист с телевизионного канала «Вельт» (нем. Welt) (в переводе с немецкого языка означает: «мир») Робин Александер стал постоянным гостем ток-шоу после выхода его книги «Руководители» (нем. Die Getriebenen) в 2017 году о кризисе беженцев в 2015 году. Придуманную им фразу о работе большой коалиции при бывшем федеральном канцлере Германии Ангеле Меркель Маркус Ланц повторял в многочисленных передачах и делился ею в виде видеоклипа в социальной сети «Твиттер» (англ. Twitter): «ХДС и ХСС регулярно перемешивают большое ведро нечистот. А потом приходит СДПГ и выливает его себе на голову!»
Различные СМИ назвали телевизионную программу 2020 самым важным политическим дискуссионным форматом года. Театральный критик Петер Кюммель назвал программу 2020 года в газете «Цайт» (нем. Die Zeit) (в переводе с немецкого языка означает: «время») «салоном республики». Сента Крассер на сайте DWDL.de отметила, что, несмотря на политическую тематику, на телеканале ZDF телевизионная программа включена в категорию «Развлечения».
Ламия Каддор написала в 2021 году, что Маркус Ланц «сделал это самое жесткое ток-шоу для политиков на немецком телевидении». В газете «Зюддойче цайтунг» (нем. Süddeutsche Zeitung, сокр. SZ) автор статьи Микки Байзенхерц назвал Маркуса Ланца «самыми красивыми щипцами для гриля в Германии». Маркус Ланц была в восторге от этого ярлыка, но посчитала его сексистским.
На дискуссии в сентябре 2021 года сатирик Ян Бёмерманн обвинил Маркуса Ланца в том, что он предоставляет сцену для позиций по пандемии коронавирусной инфекции, которые «пропитаны мизантропией», так называемым ложным балансом. В качестве примера он привел Хендрика Штрека и Александра Кекуле. Маркус Ланц защитил приглашение экспертов и ответил, что его концепция программы была основана на идее диалектики. В своем подкасте Ланц обвинил Яна Бёмерманна в том, что сатира используется как запасной выход.
Частое присутствие нынешнего федерального министра здравоохранения Германии Карла Лаутербаха в программе Маркуса Ланца стало одной из причин его выдвижения на пост министра здравоохранения в кабинете нынешнего федерального канцлера Германии Олафа Шольца в декабре 2021 года.
В 2023 году писатель Хайнц Штранк опубликовал рассказ «Законченный эксперт» (нем. Der erledigte Experte) о вымышленной телевизионной программе Маркуса Ланца в своей книге «Желтый слон» (нем. Der gelbe Elefant).

## Премии и награды
В 2021 году телевизионного программа получила премию Немецкого телевидения (нем. Deutscher Fernsehpreis) в категории «Лучшая информация» (нем. Beste Information).

## Специальные выпуски телепрограммы
С 2020 года на телеканале ZDF в декабре в прайм-тайм выходит ежегодный обзор года под названием Markus Lanz — Das Jahr. Эта телевизионная передача стала преемницей другой телепрограммы под названием «Люди 20-х годов» (нем. Menschen 20xx), которую Маркус Ланц также вел до 2019 года.
В честь вторжения России на территорию Украины 10 марта 2022 года в прайм-тайм вышла специальная программа под названием «Маркус Ланц — вечер для Украины» (нем. Markus Lanz – Ein Abend für die Ukraine).